# Ardin Dallku
Ardin Dallku (ur. 1 listopada 1994 w Vučitrnie) – kosowski piłkarz, grający na pozycji obrońcy. Jego starszy brat Armend Dallku również jest piłkarzem.

## Kariera piłkarska

### Kariera klubowa
Wychowanek klubu FC Prishtina, a od stycznia 2012 Worskły Połtawa. 10 kwietnia 2013 rozpoczął karierę piłkarską w drużynie juniorskiej Worskły, a 10 grudnia 2016 debiutował w podstawowym składzie połtawskiego klubu. 24 czerwca 2019 opuścił połtawski klub.

### Kariera reprezentacyjna
Od 2017 bronił barw narodowej reprezentacji Kosowa.

## Sukcesy i odznaczenia

### Sukcesy piłkarskie
Worskła Połtawa
- brązowy medalista Ukraińskiej Premier-lihi: 2017/18